# Daniel Redén
Björn Daniel Redén, född 11 december 1979, är en svensk travtränare, galopptränare och travkusk. Han är huvudtränare för Stall Zet, som drivs av miljardären Bengt Ågerup. Stall Zet har sitt säte på Furuby Gård utanför Enköping, där Redén tränar ett par hundra  hästar inom trav och galopp. Travstallets hemmabana är Solvalla, och galoppstallets hemmabana är Bro Park.
Han är mest framgångsrik inom trav. Han har tränat travhästar som Delicious U.S., Hard Livin, Lionel, Call Me Keeper, Heavy Sound, Perfect Spirit, Conrads Rödluva och Don Fanucci Zet. Redén tränade även Propulsion, som var hans genom tiderna största stjärna, till det framkom i oktober 2020 att Propulsion nervsnittats, och därför inte varit startberättigad i Sverige. Propulsions samtliga resultat på svensk mark ströks och 26 miljoner kronor i prispengar återkrävdes. Bland de större segrar som ogiltigförklarades var bland annat Elitloppet (2020), Norrbottens Stora Pris (2016, 2017, 2018, 2019), Hugo Åbergs Memorial (2016, 2017, 2018), Åby Stora Pris (2018, 2019), UET Trotting Masters (2018) och Olympiatravet (2019).
Han har utsetts till "Årets Tränare" tre gånger (2018, 2019, 2020).

## Biografi
En av Daniel Redéns första kontakter med travsporten var när han elva år gammal spelade på Dagens Dubbel med sin far. Han var länge inställd på att utbilda sig till kock, men hoppade av kockutbildningen i september 1995 och åkte till Jägersro samma kväll. Där såg han Good As Gold vinna 1995 års upplaga av Svenskt Travderby, och förstod då han att han ville bli travtränare. Redén fick därefter praktikplats på en ridskola, men lämnade denna för att arbeta som lärling hos Stefan Melander. Han segrade i det stora lärlingsloppet Karl-Gösta Fylkings Minneslopp både 2006 och 2007. Redén arbetade därefter även en kort tid hos Björn Goop, innan han 2008 handplockades av Bengt Ågerup till att bli vd och privattränare åt Stall Zet. Redén hade länge bara amatörtränarlicens, men gick i slutet av 2016 en proffstränarkurs på Wångens Travskola.
Redén deltog i Elitloppet för första gången den 26 maj 2013, både som tränare och kusk till Shaq Is Back. De slutade på femteplats i försöksloppet, och kvalificerade sig därmed inte bland de fyra som tog sig vidare till final. År 2014 deltog han i Elitloppet för andra gången, då med både Shaq Is Back och Delicious U.S. Hästarna startade i varsitt försökslopp och kördes av Redén. Delicious U.S. lyckades ta sig vidare till final, där hon slutade på tredjeplats. I 2016 års upplaga av Elitloppet hade han återigen två hästar med i loppet, Propulsion och Call Me Keeper. De startade i varsitt försökslopp och Propulsion tog sig vidare till final efter en tredjeplats i försöket. I finalen slutade Propulsion på fjärdeplats, körd av Erik Adielsson.
År 2017 hade Redén hela fyra hästar med i Prix d'Amérique (Propulsion, Lionel N.O., Call Me Keeper, Wild Honey). Senare under säsongen hade han även tre hästar (Propulsion, Delicious U.S., In Vain Sund) med i Elitloppet. Den bästa placeringen tog Propulsion, som kom på andraplats i finalen bakom vinnaren Timoko. Under 2017 vann Redén även bland annat Olympiatravet, Jämtlands Stora Pris och Norrbottens Stora Pris med tre olika hästar (Lionel N.O., Västerbo Highflyer, Propulsion). Den 25 juli 2017 vann hans Propulsion, körd av Örjan Kihlström, Hugo Åbergs Memorial för andra året i rad. Han segrade på den snabbaste tiden någonsin i loppet, då han vann på 1.08,1. Detta är också svenskt rekord över såväl distansen 1609 meter med autostart som över samtliga distanser.
Den 31 juli 2018 blev Redén historisk när hans Propulsion segrade i Hugo Åbergs Memorial för tredje året i rad, vilket är fler segrar än någon annan häst i det prestigefyllda sprinterloppets historia. Den 15 juni 2019 blev Propulsion även historisk som segerrikast i Norrbottens Stora Pris med segrar i fyra raka upplagor av storloppet.

### Elitloppet 2020

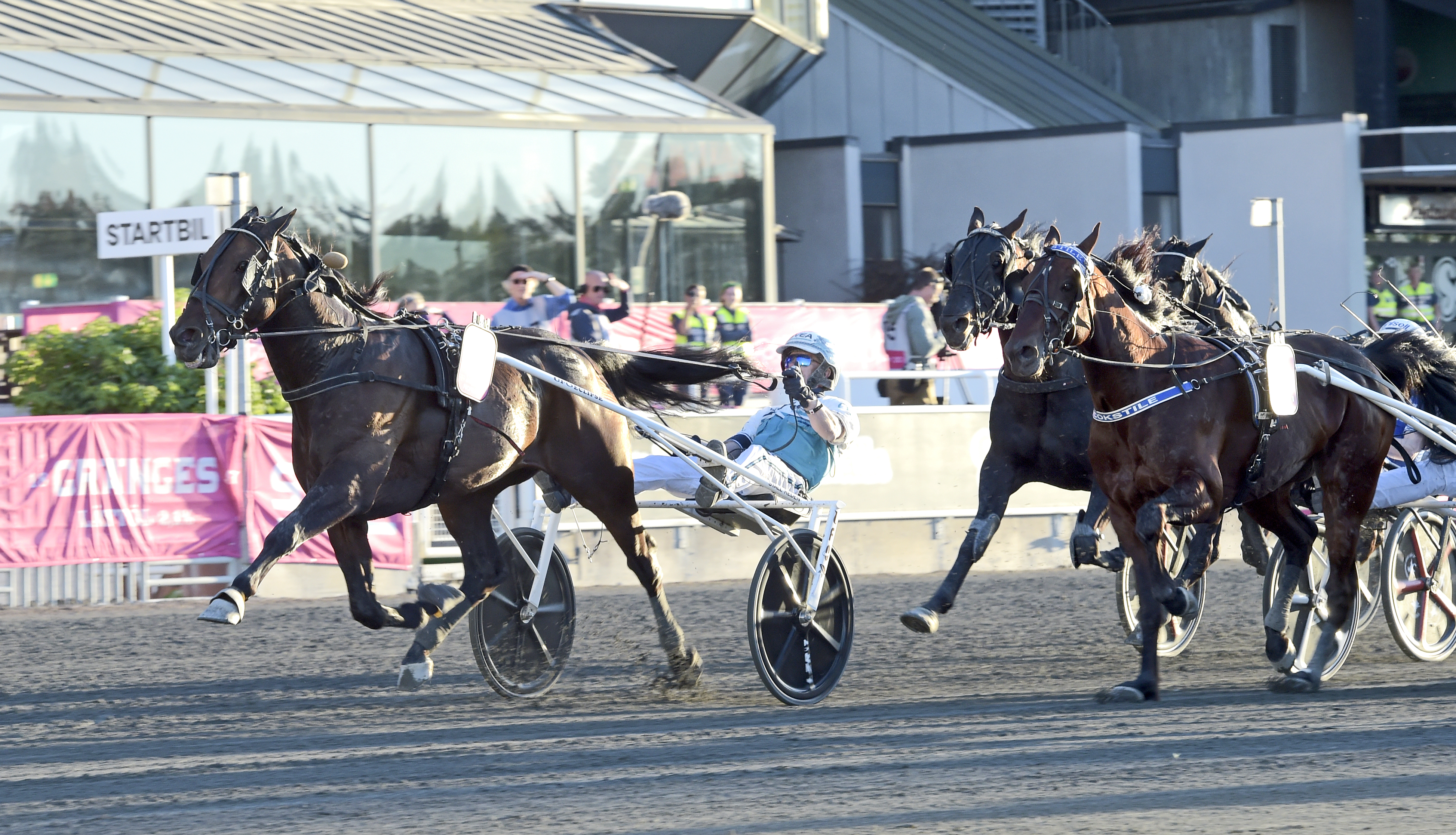
Propulsion skär mållinjen som etta i Elitloppet 2020. Segern gick i efterhand till Cokstile.

Propulsion bjöds in den 23 maj 2020 som trettonde häst, och hade tidigare en inbjudan till loppet om Redén tyckte att hästen kändes bra. Propulsion lottades till spår 8 i sitt försöksheat. Den 31 maj 2020 kördes Elitloppet, och i försöksheatet fick Propulsion trava hela loppet i tredjespår, men lyckades ändå bli trea, och därmed kvala in till finalen. Lottningen för finalheatet ägde rum på Solvallas stallbacke runt 18.10 på kvällen. Redén hade lyckats med att få med Propulsion, Sorbet och Missle Hill till finalen, och valde spår 6 till Propulsion. I finalen behövde Propulsion inte vara med i någon körning, utan fick spara sina krafter, och på upploppet speedade han förbi hela fältet och skar mållinjen som etta.
Den 2 juni 2020 meddelade den norska facktidningen Trav og Galopp-nytt att Propulsion, enligt uppgifter skulle vara nervsnittad i sina hovar. Nervsnittning innebär att nervtrådar kapas, oftast i hovarna, så att hästarna inte känna något vid eventuell smärta. Inga hästar som är nervsnittade får tävla i Sverige, eller verka i svensk avelsverksamhet. Svensk Travsports VD Maria Croon meddelade att en stor utredning startats, och att Propulsion fått startförbud på obegränsad tid. Om utredningen skulle visa att Propulsion är nervsnittad kan det komma att påverka alla hans starter i Europa. Redén hörde rykten om nervsnittningen redan under 2019. VD:n för det amerikanska travförbundet USTA verifierade sedan att ryktena stämde. Den 6 juni 2020 meddelade Svensk Travsports VD Maria Croon att en extern jurist anlitats för att hjälpa till med utredningen. Flera hästägare till hästar som tävlat mot Propulsion i lopp började sedan att göra anspråk på förlorade prispengar.

### Avstängningen av Propulsion
Den 29 oktober 2020 meddelades det under en presskonferens att Propulsion varit nervsnittad sedan 2015, och att insprungna prispengar i svenska travlopp kommer att behöva betalas tillbaka.
Svensk travsports diisciplin- och ansvarnsnämnd fann 24 september 2021, att Redén brustit i sitt tränaransvar genom att han tävlat med en häst som inte var startberättigad, men utdömde inte böter, eftersom han inte känt till att hästen var nervsnittad.  Beslutet överklagades av både Redén och Svensk travsport till Svensk travsports överdomstol. Denna  dömde Redén den 19 april 2022 att betala böter på 100.000 kronor för samma förhållande. Enligt bägge domarna är Propulsion avstängd på livstid, och dess vunna prispengar skall återbetalas.

## Segrar i större lopp

### Grupp 1-lopp
| År   | Lopp                           | Häst            | Kusk             | Vinstbelopp   |
| ---- | ------------------------------ | --------------- | ---------------- | ------------- |
| 2015 | Sundsvall Open Trot            | Delicious U.S.  | Örjan Kihlström  | 1 000 000 SEK |
| 2015 | Breeders' Crown, 4-åriga ston  | Trinity Zet     | Daniel Redén     | 800 000 SEK   |
| 2016 | Breeders' Crown, 4-åriga ston  | In Toto Sund    | Örjan Kihlström  | 1 600 000 SEK |
| 2017 | Olympiatravet                  | Lionel N.O.     | Göran Antonsen   | 1 500 000 SEK |
| 2018 | Prix d'Etain Royal             | Call Me Keeper  | Örjan Kihlström  | 70 000 EUR    |
| 2018 | Konung Gustaf V:s Pokal        | Perfect Spirit  | Örjan Kihlström  | 1 000 000 SEK |
| 2018 | Sprintermästaren               | Perfect Spirit  | Örjan Kihlström  | 995 830 SEK   |
| 2018 | St. Michel-loppet              | Heavy Sound     | Kenneth Haugstad | 796 664 SEK   |
| 2018 | Svenskt Trav-Oaks              | Conrads Rödluva | Örjan Kihlström  | 2 800 000 SEK |
| 2018 | Breeders' Crown, 3-åriga ston  | Conrads Rödluva | Örjan Kihlström  | 1 600 000 SEK |
| 2019 | UET Trotting Masters           | Propulsion      | Örjan Kihlström  | 180 000 EUR   |
| 2019 | Svenskt Trav-Oaks              | Diana Zet       | Örjan Kihlström  | 2 800 000 SEK |
| 2019 | Breeders' Crown, 4-åriga ston  | Conrads Rödluva | Örjan Kihlström  | 1 600 000 SEK |
| 2020 | Drottning Silvias Pokal        | Diana Zet       | Örjan Kihlström  | 1 000 000 SEK |
| 2020 | Sprintermästaren               | Don Fanucci Zet | Örjan Kihlström  | 1 200 000 SEK |
| 2020 | Stochampionatet                | Diana Zet       | Örjan Kihlström  | 2 400 000 SEK |
| 2020 | Hugo Åbergs Memorial           | Double Exposure | Örjan Kihlström  | 1 609 000 SEK |
| 2020 | Jubileumspokalen               | Missle Hill     | Örjan Kihlström  | 1 000 000 SEK |
| 2020 | Europeiskt championat för ston | Conrads Rödluva | Örjan Kihlström  | 900 000 SEK   |
| 2020 | Derbystoet                     | Diana Zet       | Örjan Kihlström  | 1 000 000 SEK |
| 2020 | Svenskt Trav-Kriterium         | Brambling       | Örjan Kihlström  | 4 000 000 SEK |
| 2020 | Breeders' Crown, 3-åriga h/v   | Mister Hercules | Örjan Kihlström  | 1 600 000 SEK |
| 2020 | Breeders' Crown, 4-åriga ston  | Milady Grace    | Örjan Kihlström  | 1 600 000 SEK |
| 2021 | Elitloppet (2021)              | Don Fanucci Zet | Örjan Kihlström  | 3 000 000 SEK |
| 2021 | Stochampionatet                | Honey Mearas    | Örjan Kihlström  | 2 400 000 SEK |
| 2021 | Derbystoet                     | Honey Mearas    | Örjan Kihlström  | 1 000 000 SEK |
| 2021 | Svenskt Trav-Kriterium         | Francesco Zet   | Örjan Kihlström  | 4 000 000 SEK |
| 2022 | Konung Gustaf V:s Pokal        | Francesco Zet   | Örjan Kihlström  | 1 000 000 SEK |
| 2022 | Sprintermästaren               | Francesco Zet   | Örjan Kihlström  | 1 200 000 SEK |
| 2022 | Hugo Åbergs Memorial           | Don Fanucci Zet | Örjan Kihlström  | 1 609 000 SEK |
| 2022 | Europeiskt championat för ston | Honey Mearas    | Örjan Kihlström  | 1 000 000 SEK |
| 2022 | Svenskt Trav-Kriterium         | Xanthis Harvey  | Örjan Kihlström  | 4 000 000 SEK |